# قائمة الأعلام الكورية
هذه القائمة تتضمن جميع الأعلام المستخدمة في جمهورية كوريا وجمهورية كوريا الديمقراطية الشعبية كما تتضمن الأعلام التي استخدمت في مملكة جوسون وإمبراطورية كوريا.

## علم الوحدة
| العلم | التاريخ     | الاستخدام                       | الوصف |
| ----- | ----------- | ------------------------------- | --- |
|       | 1991 – الآن | علم الوحدة الكورية [الإنجليزية] | يستخدم هذا العلم لتمثيل كوريا عندما تشارك كوريا الشمالية وكوريا الجنوبية مجتعين في الأحداث الرياضية الدولية. |

## الأعلام الوطنية
| العلم                                           | التاريخ                                         | الاستخدام | الوصف |
| الأعلام الوطنية لكل من كوريا الشمالية والجنوبية | الأعلام الوطنية لكل من كوريا الشمالية والجنوبية | الأعلام الوطنية لكل من كوريا الشمالية والجنوبية | الأعلام الوطنية لكل من كوريا الشمالية والجنوبية |
| ----------------------------------------------- | ----------------------------------------------- | --- | --- |
|                                                 | 1948–الآن                                       | علم جمهورية كوريا (Taegeukgi) | خلفية بيضاء عليها وتايجوك [الإنجليزية] أحمر وأزرق في الوسط مع أربعة رموز، واحد في كل زاوية من زوايا العلم. |
|                                                 | 1948–الآن                                       | جمهورية كوريا الديمقراطية الشعبية | خلفية حمراء مع خطين أفقيين زرقاوين في الأعلى والأسفل ونجمة في المنتصف |
| الأعلام التاريخية                               |                                                 | | |
|                                                 | 1882–1910                                       | علم إمبراطورية كوريا · النسخة الوسطى مستقاة من كتاب بحرية الولايات المتحدة Flags of Maritime Nations. الصورة السفلى هي النسخة الواردة ضمن سلسلة طوابع صادرة في الولايات المتحدة عام 1944. | النسخة القديمة من علم إمبراطورية كوريا لديها تايجوك [الإنجليزية] مختلف على المستخدم حالياً في علم كوريا الجنوبية. لاحظ أن النسخة المستقاة من كتاب بحرية الولايات المتحدة قد يكون معكوس بجهة اليمن إلى اليسار. إن ترتيب الرموز لم يكن ثابتاً بشكل رسمي حتى العام 1948 عند تأسيس حكومة كوريا الجنوبية. |
|                                                 | 1882–1910                                       | علم إمبراطورية كوريا · النسخة الوسطى مستقاة من كتاب بحرية الولايات المتحدة Flags of Maritime Nations. الصورة السفلى هي النسخة الواردة ضمن سلسلة طوابع صادرة في الولايات المتحدة عام 1944. | النسخة القديمة من علم إمبراطورية كوريا لديها تايجوك [الإنجليزية] مختلف على المستخدم حالياً في علم كوريا الجنوبية. لاحظ أن النسخة المستقاة من كتاب بحرية الولايات المتحدة قد يكون معكوس بجهة اليمن إلى اليسار. إن ترتيب الرموز لم يكن ثابتاً بشكل رسمي حتى العام 1948 عند تأسيس حكومة كوريا الجنوبية. |
|                                                 | 1882–1910                                       | علم إمبراطورية كوريا · النسخة الوسطى مستقاة من كتاب بحرية الولايات المتحدة Flags of Maritime Nations. الصورة السفلى هي النسخة الواردة ضمن سلسلة طوابع صادرة في الولايات المتحدة عام 1944. | النسخة القديمة من علم إمبراطورية كوريا لديها تايجوك [الإنجليزية] مختلف على المستخدم حالياً في علم كوريا الجنوبية. لاحظ أن النسخة المستقاة من كتاب بحرية الولايات المتحدة قد يكون معكوس بجهة اليمن إلى اليسار. إن ترتيب الرموز لم يكن ثابتاً بشكل رسمي حتى العام 1948 عند تأسيس حكومة كوريا الجنوبية. |
|                                                 | 1800                                            | العلم الشخصي لملك مملكة جوسون | |

## الحكومات الوطنية (كوريا الجنوبية)
| العلم               | التاريخ       | الاستخدام           | الوصف                                                     |
| العلم الرئاسي       | العلم الرئاسي | العلم الرئاسي       | العلم الرئاسي                                             |
| ------------------- | ------------- | ------------------- | --------------------------------------------------------- |
|                     | 1967 – الآن   | العلم الرئاسي       | اثنان من طيور فنغهوانغ وتحت أجنهتهما يوجد زهرة خطمي سوري. |
| علم رئيس الوزراء    |               |                     |                                                           |
|                     | 1988 – الآن   | علم رئيس الوزراء    | زهرة خطمي سوري ذهبية ضمن زهرة خطمي سوري رمزية.            |
| علم الحكومة الوطنية |               |                     |                                                           |
|                     | 1988 – الآن   | علم الحكومة الوطنية | زهرة خطمي سوري رمزية تتضمن كلمة 정부 أو الحكومة الوطنية.  |

## الأعلام العسكرية
| العلم          | التاريخ        | الاستخدام                           | الوصف |
| كوريا الشمالية | كوريا الشمالية | كوريا الشمالية                      | كوريا الشمالية |
| -------------- | -------------- | ----------------------------------- | --- |
|                | ? - الآن       | علم الجيش الشعبي                    | |
|                | ? - الآن       | علم القوات البحرية الكورية الشمالية | |
|                | ? - الآن       | علم القوات الجوية الكورية الشمالية  | |
| كوريا الجنوبية |                |                                     | |
|                | ? - الآن       | علم وزارة الدفاع الوطني             | شعار الوزارة على خلفية حمراء. |
|                | ? - الآن       | علم الجيش                           | شعار الجيش على خلفية مقسومة عرضا إلى لونين الأعلى أبيض والأسفل أزرق.                                                                 |
|                | 1955 – الآن    | شعار البحرية                        | تايجوك [الإنجليزية] على مرساتين متقاطعتين ضمن مستطيل أبيض على خلفية زرقاء.                                                           |
|                | 1951 – الآن    | علم المارينز                        | إن تشابه هذا العلم مع علم قوات مشاة بحرية الولايات المتحدة حيث يظهر التأثير الأمريكي في تأسيس حكومة كوريا الجنوبية وقواتها العسكرية. |
| مملكة جوسون    |                |                                     | |
|                |                | علم الحرب                           | |